# Rumex obtusifolius
Rumex obtusifolius là một loài thực vật có hoa trong họ Rau răm. Loài này được L. miêu tả khoa học đầu tiên năm 1753.